# Aepeomys reigi
Aepeomys reigi és una espècie de mamífer rosegador de la família dels cricètids. És endèmic de Veneçuela. Els seus hàbitats naturals són les selves nebuloses i els páramos. Està amenaçat per la destrucció d'hàbitat als estats de Lara i Trujillo, a prop de zones protegides.
Aquest tàxon fou anomenat en honor del biòleg i paleontòleg argentí Osvaldo Reig.